# Julia Hülsmann
Julia Hülsmann (nascuda el 17 de juliol de 1968 a Bonn, Alemanya) és una pianista i compositora de jazz alemanya. Ha tocat durant molts anys amb el seu trio, després quartet, al qual ha incorporat diversos col·laboradors vocals i instrumentals. Les seves composicions inclouen sovint obres literàries, especialment poètiques.

## Biografia
Hülsmann va rebre classes de música des dels onze anys i, com els seus pares, toca el piano. Quan era adolescent, va escoltar molta música pop, especialment Sting o Randy Newman. Amb la mediació del seu professor de piano, va escoltar i tocar música de Chick Corea, Bill Evans, Michael Brecker i Miles Davis.

## Anys de formació
Durant els seus dies escolars, tocava teclats i piano en diferents instruments de conjunt. Després d'un breu període a Frankfurt del Main, es va traslladar a Berlín. Es va formar com a professora de piano i es va llicenciar en piano jazz a la Universitat de les Arts de Berlín el 1991. Entre els seus professors hi ha Walter Norris, Aki Takase i David Friedman. En particular, va ser inspirada i influenciada pel pianista i compositor nord-americà Don Grolnick. El 1992, Hülsmann es va unir a la Federal Youth Jazz Orchestra, dirigida aleshores per Peter Herbolzheimer. Després de graduar-se l'any 1996, juntament amb el baixista Marc Muellbauer i el bateria Rainer Winch va fundar el Julia Hülsmann Trio, que tocava música inicialment manllevada del repertori estàndard del jazz, en diversos festivals i gires més petites. A principis del 2000, Hülsmann va rebre classes estudiant a Nova York amb Richie Beirach, Maria Schneider, Gil Goldstein i Jane Ira Bloom.

## Activitat artística
En un concert de Wolfgang Muthspiel va conèixer la cantant noruega Rebekka Bakken. Hülsmann va començar a compondre per a Bakken i va llançar el seu CD de debut Trio a finals del 2000 amb el seu grup. Després d'escriure algunes composicions, va recórrer als poemes d'E. E. Cummings, i l'àlbum resultant, Scattering Poems, va tenir una gran acceptació entre el públic alemany de jazz.
El següent projecte d'Hülsmanns va ser un homenatge al compositor nord-americà Randy Newman, amb la cantant italiana Anna Lauvergnac, que donà com a resultat l'àlbum Come Closer.
Després Hülsmann va treballar amb el cantant Roger Cicero; amb els poemes de la nord-americana Emily Dickinson va editar l'àlbum Good Morning Midnight el 2006.
Amb el seu trio i el nou bateria Heinrich Köbberling, van gravar el disc The End of a Summer, aquest cop amb les seves pròpies composicions (2008). Els discos Not Far from Here (2019) i The Next Door (2022) són interpretats com a quartet, amb la incorporació del saxo tenor Uli Kempendorff.
A més de tocar amb el seu trio, Hülsmann també ha actuat com a pianista amb la United Women's Orchestra, com a música convidada amb Judy Niemack, en el quintet de Meike Goosmann, o bé com a duo amb Angelika Niescier.

## Altres activitats
Des del 2001 també té una tasca docent a la Universitat de les Arts de Berlín com a professora de piano jazz/pop i formació de direcció. És la coordinadora especialitzada de l'àrea de jazz/pop dels cursos de formació de professors de música. Fa tallers de composició a la Hochschule für Musik und Theatre de Hannover.
Des del 2012 fins a finals del 2013 va ser presidenta de la Unió de Músics de Jazz Alemanys. Com a successora de Michael Schiefel, va poder donar impuls a l'escena musical Moers durant tot l'any 2014, com a "improvisadora en residència".

## Premis i honors
El disc Scattering Poems va rebre el premi Disc d'or del jazz alemany.
L'abril de 2010 va ser convidada al (tercer) Festival de jazz alemany amb el seu trio. Com a participant en el restabliment el 2012 de la Union Deutscher Jazzmusiker (Unió de Músics de Jazz Alemanys) va rebre el premi honorífic del WDR Jazz Prize el 2016. El mateix any va ser guardonada amb el Premi Honorífic del WDR Jazz Prize 2016, per l'impuls que marca tendència del jazz a Europa.
Pel seu àlbum Not Far from Here, interpretat com a quartet, va rebre un premi de jazz alemany el 2021. Al 2022 va obtenir el Premi d'autor musical alemany en la categoria de composició Jazz/Cross Over.

## Discografia
- 2000: Trio (Julia Hülsmann Trio; amb Hülsmann, Muellbauer, Winch; BIT)
- 2003: Scattering Poems (amb Rebekka Bakken; ACT)
- 2004: Come Closer (amb Anna Lauvergnac; ACT)
- 2006: Good Morning Midnight (amb Roger Cicero; ACT)
- 2008: The End of a Summer (Julia Hülsmann Trio; amb Hülsmann, Muellbauer, Köbberling; ECM)
- 2009: Fasıl (amb Marc Sinan, Yelena Kuljic, Lena Thies, Hülsmann, Muellbauer, Köbberling; ECM)
- 2011: Imprint (Julia Hülsmann Trio; amb Hülsmann, Muellbauer, Köbberling; ECM)
- 2013: In Full View (Julia Hülsmann Quartet; amb Hülsmann, Muellbauer, Köbberling i Tom Arthurs; ECM)
- 2015: A Clear Midnight - Kurt Weill and Amèrica (Julia Hülsmann i Theo Bleckmann; ECM)
- 2017: Sooner and Later (Julia Hülsmann Trio; amb Hülsmann, Muellbauer, Köbberling; ECM)
- 2019: Not Far from Here (Julia Hülsmann Quartet; amb Hülsmann, Muellbauer, Köbberling i Uli Kempendorff ; ECM)
- 2022: The Next Door (Julia Hülsmann Quartet; amb Hülsmann, Muellbauer, Köbberling i Kempendorff; ECM)